# Albert Johnstone
Albert Edward Johnstone (ur. 7 września 1878 w Pietermaritzburgu, zm. 23 lipca 1918) – południowoafrykański strzelec sportowy specjalizujący się w konkurencjach karabinowych, olimpijczyk.
Johnstone wystartował podczas IV Letnich Igrzysk Olimpijskich w 1912 roku w trzech konkurencjach. Najlepszy wynik indywidualnie osiągnął w strzelaniu z karabinu wojskowego z 600 metrów w postawie dowolnej – zajął 43. miejsce zdobywając 75 punktów. W strzelaniu z karabinu wojskowego z 300 metrów w trzech pozycjach zajął 77., a w strzelaniu z karabinu dowolnego z 300 metrów w trzech postawach 67. miejsce.